# Cap Aurora, Constanța
Cap Aurora este o localitate componentă a municipiului Mangalia din județul Constanța, Dobrogea, România. Clasificarea sa administrativă ca "sat" este o greșeală din punct de vedere geografic deoarece Cap Aurora nu este o localitate permanent locuită, ci un cartier (stațiune balneoclimaterică) al municipiului Mangalia.

## Istorie
Stațiunea Aurora a fost terminată în anul 1973.

## Geografie
Stațiunea Cap Aurora se află între stațiunea Jupiter, situată la nord, și stațiunea Venus situată cu 1 km la sud.